# Butorides
Butorides es un género de aves pelecaniformes de la familia Ardeidae que incluye entre una y tres especies de garcitas tropicales.

## Especies
Se reconocen las siguientes especies:
- Butorides virescens - garcita verde (América).
- Butorides striata - garcita verdosa (Viejo Mundo), es la única especie reconocida por HBW.
- Butorides sundevalli - garcita de lava (Galápagos), no reconocida por Clements.